# 查伦杰斯
查伦杰斯（Challengers）是加勒比海岛国圣基茨和尼维斯岛屿圣基茨岛南海岸中的一座村庄，行政上由特里尼蒂帕梅托角区管辖，位于首都巴斯特尔以西，在抵达旧罗德镇的道路上。